# Décès en 1967
Décès
- 1963
- 1964
- 1965
- 1966
- 1967
- 1968
- 1969
- 1970
- 1971

Cet article présente une liste de personnalités mortes au cours de l'année 1967.

Les mois de l'année font également l'objet de listes spécifiques :

## Décès par mois

### Inconnu
- Roland Chavenon, peintre et critique d'art français (° 19 décembre 1895).
- Jean Didier-Tourné, peintre, graveur, lithographe, illustrateur, décorateur et fresquiste français (° 1882).
- Pierre Arthur Foäche, peintre et affichiste français (° 1871).
- Jean Lambert-Rucki, peintre et sculpteur d'origine polonaise, naturalisé français (° 17 septembre 1888).
- Fiodor Modorov, peintre russe puis soviétique (° 1890).
- Mela Muter, peintre française d'origine polonaise (° 26 avril 1876).
- Gino Romiti, peintre italien (° 5 mai 1881).
- Gustave Rossi, footballeur franco-italien (° 1925).
- Guido Tallone, peintre italien (° 1894).

### Janvier
- 1er janvier : Shi Nenghai, moine bouddhiste chinois (° 20 janvier 1886).
- 2 janvier : Antoine Rodriguez, footballeur et coureur cycliste espagnol naturalisé français (° 10 janvier 1918).
- 3 janvier : Olga Milles, peintre autrichienne puis suédoise (° 24 janvier 1874).
- 4 janvier : Mohamed Khider, membre fondateur du FLN (° 13 mars 1912).
- 10 janvier :
  - Charlotte Berend-Corinth, peintre allemande (° 25 mai 1880).
  - Radhabinod Pal, juriste indien (° 27 janvier 1886).
- 12 janvier : François Milazzo,  footballeur français (° 9 février 1934).
- 14 janvier : Colette Bonzo, peintre expressionniste française (° 10 août 1917).
- 15 janvier : David Bourliouk, peintre, illustrateur et écrivain russe puis ukrainien (° 21 juillet 1882).
- 18 janvier :
  - Harry Antrim, acteur américain (° 27 août 1884).
  - Albert Conti, acteur autrichien (° 29 janvier 1887).
- 23 janvier : Rose Dujardin-Beaumetz, peintre française (° 26 décembre 1882).
- 27 janvier :
  - Alphonse Juin, maréchal de France (° 16 décembre 1888).
  - Roger B. Chaffee, astronaute américain (° 15 février 1935).
  - Virgil Grissom, astronaute américain (° 3 avril 1926).
  - Edward White, astronaute américain (° 14 novembre 1930).
- 28 janvier : Tora Vega Holmström, peintre suédoise (° 2 mars 1880).
- 29 janvier : Jean Larcena, poète et aquarelliste français (° 10 mars 1901).

### Février
- 1er février :
  - Émile Beaume, peintre français (° 28 avril 1888).
  - Guillaume Desgranges, peintre et lithographe français (° 10 février 1886).
- 2 février : Eugène Péchaubès, peintre animalier français (° 24 juin 1890).
- 6 février :
  - Martine Carol, actrice française (° 16 mai 1920).
  - Lucien Lapeyre,  peintre et illustrateur français (° 4 octobre 1882).
- 11 février :
  - Jerry Desmonde, acteur britannique (° 20 juillet 1908).
  - Milo Milunović, peintre serbe puis yougoslave (° 18 août 1897).
- 13 février : Ferdinando Bosso, journaliste et homme politique italien (° 1er juin 1878).
- 15 février : Li Jinhui, compositeur chinois (° 5 septembre 1891).
- 16 février :
  - Smiley Burnette, acteur et compositeur américain (° 18 mars 1911).
  - Léon Cantave, général et homme politique haïtien (° 4 juillet 1910).
- 17 février : Salwa Nassar, physicienne nucléaire libanaise (° 1913).
- 18 février :
  - Robert Oppenheimer, physicien américain (° 22 avril 1904).
  - Manuel Palau, compositeur espagnol et professeur au Conservatoire de Valence (° 4 janvier 1893).
- 26 février : Octacílio Pinheiro Guerra, footballeur brésilien (° 21 novembre 1909).
- ? février : Gabriel Lalloué, footballeur français (° 1er janvier 1908).

### Mars
- 3 mars : Georges Lonque, compositeur belge (° 8 novembre 1900).
- 4 mars :
  - Henry E. Burel, peintre, poète et illustrateur français (° 8 juin 1883).
  - Edmond Heuzé, peintre, dessinateur, graveur, illustrateur et écrivain français (° 26 septembre 1883).
- 5 mars :
  - Gustave Miklos, sculpteur, peintre, précurseur du design, illustrateur et décorateur français d'origine hongroise (° 30 juin 1888).
  - Mohammad Mossadegh, homme d'État iranien (° 16 juin 1882).
- 6 mars : Zoltán Kodály, compositeur hongrois (° 16 décembre 1882).
- 8 mars : Olena Koultchytska, peintre et enseignante austro-hongroise, polonaise puis soviétique (° 15 septembre 1877).
- 9 mars : Luigi Roccati, peintre italien (° 14 août 1906).
- 10 mars : Yórgos Bátis, musicien grec (° 1885).
- 15 mars : Édouard Bouillière,  peintre paysagiste français (° 11 mai 1900).
- 16 mars : James Friskin, pianiste, compositeur et professeur de musique écossais (° 3 mars 1886).
- 21 mars : Ramón Encinas, joueur et entraîneur de football espagnol (° 19 mai 1893).
- 22 mars : Oto Skulme, peintre, graphiste et décorateur de théâtre letton (° 8 août 1889).
- 25 mars : Johannes Itten, peintre suisse (° 11 novembre 1888).
- 31 mars :
  - Don Alvarado, acteur, assistant-réalisateur et directeur de production américain (° 4 novembre 1904).
  - Paul Adrien Bouroux, peintre, illustrateur et graveur français (° 14 juin 1878).

### Avril
- 1 avril : Jan van Dort, footballeur international néerlandais (° 25 mai 1889).
- 7 avril : Isa Jeynevald, cantatrice française (° 13 janvier 1886).
- 10 avril : Jean-Claude Rolland, acteur français (° 31 août 1931).
- 11 avril : Germ de Jong, peintre néerlandais (° 8 mars 1886).
- 15 avril : Totò, acteur de cinéma et chanteur italien (° 15 février 1898).
- 19 avril : Konrad Adenauer, homme politique et chancelier allemand (° 5 janvier 1876).
- 22 avril : Leo Monosson, chanteur ténor et acteur allemand (° 7 décembre 1897).
- 24 avril :
  - Vladimir Komarov, cosmonaute soviétique (°16 mars 1927).
  - Ida Presti, guitariste],  française (° 31 mai 1924).
- 26 avril : Pilar Jorge de Tella, féministe cubaine (° 24 août 1884).
- 29 avril : Will Meisel, danseur, compositeur et éditeur allemand (° 17 septembre 1897).

### Mai
- 11 mai : David Galula, militaire et théoricien français (° 1919).
- 13 mai : Frank McGrath, acteur américain (° 2 février 1903).
- 15 mai :
  - Edward Hopper, peintre et graveur américain (° 22 juillet 1882).
  - Italo Mus, peintre italien (° 24 avril 1892).
- 18 mai : Andy Clyde, acteur écossais (° 25 mars 1892).
- 22 mai : Langston Hughes, écrivain américain (° 1er février 1902).
- 23 mai :
  - Philip Coolidge, acteur américain (° 5 août 1908).
  - Lionel Groulx, prêtre catholique, enseignant, historien, professeur, écrivain et conférencier nationaliste québécois (° 13 janvier 1878).
- 27 mai : Paul Henckels, acteur allemand (° 9 septembre 1885).
- 30 mai :
  - Georg Wilhelm Pabst, cinéaste allemand (° 25 août 1885).
  - Claude Rains, acteur britannique (° 10 novembre 1889).

### Juin
- 6 juin : Edward Givens, astronaute américain (° 5 janvier 1930).
- 7 juin : Dorothy Parker, écrivaine et scénariste américaine (° 22 août 1893).
- 10 juin :
  - Frank Butler, scénariste anglo-américain (° 28 décembre 1890).
  - Arthur Prévost, compositeur, chef d'orchestre, clarinettiste et professeur de musique belge (° 9 juillet 1888).
  - Spencer Tracy, acteur américain (° 5 avril 1900).
- 16 juin :
  - Gabriel Charlopeau, peintre français (° 21 septembre 1889).
  - Lucien-Victor Delpy, peintre français (° 2 novembre 1898).
  - Reginald Denny, acteur britannique (° 20 novembre 1891).
- 17 juin :
  - Vernon Huber, homme politique américain (° 28 août 1899).
  - Jacques Navelet, militaire Français (°4 août 1911)

- 21 juin : Charles d'Aspremont Lynden, homme politique belge (° 31 octobre 1888).
- 25 juin : Ernest Langrogne, ingénieur et chef d'entreprise français (° 24 janvier 1886).
- 26 juin : Françoise Dorleac, actrice française (° 21 mars 1942).
- 27 juin : Georgi Genov, avocat bulgare (° 15 mars 1885).
- 29 juin : Jayne Mansfield, actrice américaine (° 19 avril 1933).

### Juillet
- 1 juillet : Chen Xiaocui, poétesse, écrivaine et peintre chinoise.
- 3 juillet : Rodolfo Irazusta, journaliste, essayiste et homme politique argentin (° 5 juin 1897).
- 4 juillet : Ondřej Sekora, journaliste, illustrateur, écrivain et auteur de bande dessinée austro-hongrois puis tchécoslovaque (° 25 septembre 1899).
- 5 juillet : Augustin Ringeval, coureur cycliste français (° 13 avril 1882).
- 6 juillet :   John Big Tree, acteur américain (° 2 juillet 1877).
- 8 juillet : Vivien Leigh, actrice américaine (° 5 novembre 1913).
- 10 juillet : Albertine Sarrazin, écrivaine française (° 17 septembre 1937).
- 12 juillet : Germaine Casse, peintre française (° 6 novembre 1881).
- 13 juillet : Tom Simpson, coureur cycliste britannique (° 30 novembre 1937).
- 16 juillet : Raylambert, peintre et illustrateur français (° 14 janvier 1889).
- 17 juillet :
  - Émile-Georges Barrillon, ingénieur naval français (° 1er avril 1879).
  - John Coltrane, saxophoniste et compositeur américain (° 23 septembre 1926).
  - Cyril Ring, acteur américain (° 5 décembre 1892).
- 18 juillet : Juan Luque de Serralonga, joueur et entraîneur de football mexicain et espagnol (° 31 mai 1882).
- 21 juillet :
  - Ernst Labin, président autrichien de l'International Skating Union.
  - Basil Rathbone, acteur britannique (° 13 juin 1892).
- 24 juillet : Joseph Cardijn, cardinal belge, fondateur de la JOC (° 18 novembre 1882).
- 26 juillet : Matthijs Vermeulen, compositeur et critique musical néerlandais (° 8 février 1888).
- 27 juillet : M.S. Buksh, figure de la vie politique coloniale fidjienne (° vers 1884).
- 29 juillet : Robert Delcourt, écrivain et auteur dramatique belge (° 19 janvier 1902).
- 30 juillet : Valentín Uriona, coureur cycliste espagnol (° 29 août 1940).
- 31 juillet : Mários Várvoglis, compositeur grec (° 10 décembre 1885).

### Août
- 1er août : Jacques Suzanne, peintre, artiste, pianiste, acteur et explorateur français (° 17 avril 1880).
- 2 août : Henryk Berlewi, peintre et dessinateur polonais (° 20 octobre 1894).
- 4 août : Gustave Samazeuilh, compositeur et critique musical français (° 2 juin 1877).
- 9 août : Rudolf Vogel, acteur allemand (° 10 novembre 1900).
- 15 août : René Magritte, peintre belge (° 21 novembre 1898).
- 17 août :
  - Ahmed Cherkaoui, peintre et plasticien marocain (° 2 octobre 1934).
  - Robert Prévost, peintre français (° 2 juillet 1893).
- 19 août :
  - Isaac Deutscher, journaliste, écrivain et historien polonais (° 3 avril 1907).
  - Hugo Gernsback, écrivain de science-fiction (° 16 août 1884).
- 22 août :
  - Junie Astor, comédienne française (° 21 décembre 1911).
  - Sanzō Wada, costumier et peintre japonais (° 3 mars 1883).
- 23  août : Georges Holvoet, avocat, diplomate et homme politique belge (° 16 août 1874).
- 25 août : Stanley Bruce, homme d'État britannique puis australien (° 15 avril 1883).
- 30 août : Jean Deyrolle, peintre, illustrateur et lithographe français (° 20 août 1911).
- 31 août : Juan Vitalio Acuña Núñez, militaire et homme politique cubain (° 17 janvier 1925).

### Septembre
- 1er septembre : James Dunn, acteur américain (° 2 novembre 1901).
- 2 septembre : Philip Sainton, compositeur, altiste et chef d'orchestre anglais (° 10 novembre 1891).
- 13 septembre : André Declerck, coureur cycliste belge (° 27 août 1919).
- 14 septembre : Abdel Hakim Amer, maréchal et homme politique égyptien (° 11 décembre 1919).
- 18 septembre : John Cockcroft, physicien américain (° 27 mai 1897).
- 19 septembre :
  - Albert Dupuis, compositeur belge (° 1er mars 1877).
  - Zinaïda Serebriakova, peintre russe (° 10 décembre 1884).
- 20 septembre : Ezio Corlaita, coureur cycliste italien (° 25 octobre 1889).
- 23 septembre : Giovanni Barrella, écrivain, dramaturge et  peintre italien (° 30 novembre 1884).
- 24 septembre :
  - Adolphe Deteix, peintre français (° 7 juillet 1892).
  - Paul Goubert, jésuite et historien français (° 15 juin 1901).
- 25 septembre : Octave Denis Victor Guillonnet, peintre français (° 22 septembre 1872).
- 29 septembre : Carson McCullers, écrivaine américaine (° 19 février 1917).

### Octobre
- 1 octobre : Alexandre Vassilievitch Nemitz, militaire russe (° 26 juillet 1879).
- 3 octobre :
  - Pinto Colvig, acteur, scénariste, réalisateur et compositeur américain (° 11 septembre 1892).
  - Woodie Guthrie, musicien américain (° 14 juillet 1912).
  - Carlo Hemmerling, musicien, compositeur et chef de chœur suisse (° 9 novembre 1903).
- 5 octobre : Clifton Williams, astronaute américain (° 26 septembre 1932).
- 7 octobre : Manuel Quintín Lame, leader indigène colombien  (° 26 octobre 1880).
- 8 octobre : lord Clement Attlee, premier ministre du Royaume-Uni (° 3 janvier 1883).
- 9 octobre :
  - Nathanael Bennoit, homme politique et diplomate cubain (° 10 juin 1936).
  - Che Guevara, révolutionnaire et homme politique argentin (° 14 juin 1928).
  - André Maurois, romancier français (° 26 juillet 1885).
- 14 octobre :
  - Marcel Aymé, écrivain, scénariste et dialoguiste français (° 29 mars 1902).
  - Claire Sainte-Soline (Nelly Fouillet, dite), femme de lettres française, membre du jury du prix Femina (° 18 septembre 1891).
- 17 octobre : Pu Yi, dernier empereur de Chine (° 7 février 1906).
- 26 octobre : Harold Huth, acteur, réalisateur et producteur britannique (° 20 janvier 1892).
- 27 octobre :
  - Marguerite Huré, peintre et vitrailliste française (° 9 décembre 1895).
  - Acher Mizrahi, chanteur et musicien tunisien originaire de Palestine (° 1890).
- 29 octobre :
  - Franz Bronstert, peintre et ingénieur allemand (° 18 février 1895).
  - Julien Duvivier, cinéaste français (° 8 octobre 1896).
- 30 octobre : Émile Savitry, peintre et photographe français (° 21 janvier 1903).
- 31 octobre : Chicuelo (Manuel Jiménez Moreno), matador espagnol (° 15 avril 1902).
- ? octobre : Yvette Alde, peintre, lithographe et illustratrice française (° 18 juin 1911).

### Novembre
- 6 novembre :
  - Jean Dufay, astronome français, directeur des observatoires de Lyon et de Haute-Provence (° 18 juillet 1896).
  - Joseph Pressmane, peintre et graveur français d'origine russe (° 22 juillet 1904).
- 9 novembre :
  - Charles Bickford, acteur américain (° 1er janvier 1891).
  - Jack Carter, acteur américain (° 1902).
- 11 novembre : Catherine Cummins, sœur de la Charité irlandaise (° 6 février 1879).
- 15 novembre : Michael James Adams, astronaute de l'USAF (° 5 mai 1930).
- 21 novembre : Vladimir Vassilievitch Lebedev, peintre et graphiste russe puis soviétique (° 26 mai 1891).
- 22 novembre : Pavel Korine, peintre russe puis soviétique (° 7 juillet 1892).
- 25 novembre : Raoul Daufresne de La Chevalerie, sportif belge, principalement joueur et entraîneur de football, commandant en chef des Forces belges libres au Royaume-Uni (° 17 mars 1881).
- 29 novembre : Jean Nussbaum, médecin franco-suisse (° 24 novembre 1888).

### Décembre
- 2 décembre : Francis Spellman, cardinal américain (° 4 mai 1889).
- 8 décembre :
  - Louis Bacon, trompettiste et chanteur de jazz américain (° 1er novembre 1904).
  - Robert Henry Lawrence, Jr., aviateur américain (° 2 octobre 1935).
- 10 décembre : Otis Redding, chanteur américain (° 9 septembre 1941).
- 11 décembre :
  - Victor de Sabata, chef d'orchestre et un compositeur italien (° 10 avril 1892).
  - Richard Stöhr, compositeur autrichien (° 11 juin 1874).
- 12 décembre : François Quelvée, peintre, graveur et illustrateur français (° 13 octobre 1884).
- 17 décembre :
  - André Altuzarra, footballeur français (° 12 juin 1942).
  - Paul Knepler, librettiste, compositeur et éditeur autrichien (° 29 octobre 1879).
- 18 décembre :
  - Francis Barry Byrne, architecte américain (° 19 décembre 1883).
  - Nicolas Untersteller, peintre français (° 26 mars 1900).
- 19 décembre : Alfred Courtens, sculpteur belge (° 27 juin 1889).
- 21 décembre : Stuart Erwin, acteur américain (° 14 février 1903).
- 25 décembre : Antoine Corriger, curé de Chaumontel (Val d'Oise), déclaré Juste parmi les nations (° 1884).
- 31 décembre : Arthur Mailey, joueur de cricket australien (° 3 janvier 1886).

### Date précise inconnue
- Henri-Martin Lamotte, peintre français (° 1899).
- Salluste Lavery, homme politique canadien (° 1888).
- Émile Saudemont, peintre français (° 14 octobre 1898).